# Fernand Reine
Pour les articles homonymes, voir Reine (homonymie).
Fernand Reine, né Fernand Louis Philippe Reine le 30 mai 1858 à Valenciennes et mort le 10 janvier 1942 à Paris (12e arrondissement), est un corniste français.

## Biographie
Fernand Reine reçoit un premier prix de cor (naturel) en 1877 dans la classe de Jean-Baptiste Mohr au conservatoire de Paris (2ème prix en 1876). Après ses études, Reine  passe au cor à pistons en fa. 
Il occupe le poste de cor solo aux Concerts Lamoureux, aux Concerts Pasdeloup et à l'orchestre de l'Opéra de Paris de 1893 à 1911. Il joue aussi dans l'orchestre de la Société des concerts du Conservatoire à partir de 1884 et en est le soliste de 1906 à 1909. 
Durant sa carrière, Reine joue comme soliste dans diverses formations de chambre comme la société de musique de chambre pour instruments à vent. En 1886, on rapporte qu'il crée la première française du Konzertstück pour quatre cors de Schumann. En 1893, le célèbre flûtiste Paul Taffanel le choisit pour jouer à Londres à un concert de quintette à vent et piano avec les virtuose de l’École française des vents. En 1901, Reine crée le Quintette pour cor et quatuor à cordes d'Albert Roussel, que le compositeur détruit à l'issue.
Il joue et enregistre avec la société du double quintette de Paris.
Il devient professeur au conservatoire de Paris de 1923 à 1933 en succèdant à Francois Brémond comme professeur de cor (à pistons) au Conservatoire de Paris.